# Gemtuzumab ozogamicine
Le gemtuzumab ozogamicine est un conjugué anticorps-médicament dirigé contre le CD33 et couplé à l'ozogamicine, une molécule cytotoxique. Ce médicament est utilisé dans le traitement des leucémies aiguës myéloïdes CD33+.

## Mécanisme d'action
Le gemtuzumab ozogamicine est un conjugué anticorps-médicament dont l'objectif est d'amener de façon ciblée la substance active auprès des cellules leucémiques. 
Le CD 33 est exprimé par les cellules immatures de la lignée myéloïdes et les cellules leucémiques (blastes). L'ozogamicine (N-acétyl-gamma-calichéamicine diméthylhydrazide sous forme active) est une substance cytotoxique capable d'induire des cassures des brins d'ADN et d'ainsi d'entraver le cycle cellulaire et la prolifération des cellules leucémiques.

## Clinique
Le gemtuzumab ozogamicine est indiqué dans les traitements des LAM en association avec la cytarabine et la daunorubicine (protocole 7+3).

## Évaluation
En avril 2019, la Haute autorité de santé évalue le service médical rendu (SMR) par le médicament est important mais qu'il n'apporte aucune amélioration du service médical rendu (ASMR V). Les conclusions sont étayées par l'absence de bénéfice en termes de survie globale pour les patients et par la toxicité du médicament qui est associé un excès d'effets indésirables graves et d'interruption de traitement par rapport au traitement standard.